# Amblytylus nasutus
De Grasbreedneus (Amblytylus nasutus) is een wants uit de familie van de blindwantsen (Miridae). De soort werd het eerst wetenschappelijk beschreven door Carl Ludwig Kirschbaum in 1856.

## Uiterlijk
De wants is langvleugelig en kan tussen 3,5 en 4,5 mm lang worden. Het mannetje is langwerpiger van vorm dan het vrouwtje en de kleur kan geelgroen tot grijzig zijn. Het lichaam is bedekt met witte en zwarte haartjes en de kop is bijna even lang als breed, met kleine oogjes. Over de kop loopt een lichte middenstreep die doorloopt tot over het halsschild en schildje (scutellum). De vleugels hebben vaak wat donkere gedeelten in het midden en langs het schildje. De antennes zijn licht en de pootjes zijn geel met donkere stekels op de schenen.

## Leefwijze
De soort overwintert als eitje en de volwassen dieren kunnen van mei tot september worden gevonden op diverse grassen zoals struisgras en veldbeemdgras.

## Leefgebied
In Nederland komen drie soorten van het geslacht Amblytylus voor waarvan Amblytylus nasutus het meest algemeen is. Het leefgebied strekt zich uit van Europa tot het Midden-Oosten en Noord-Afrika en de wants is ook in Noord-Amerika te vinden, in niet te vochtige graslanden en wegbermen.